# Statilia spanis
Statilia spanis es una especie de mantis de la familia Mantidae.

## Distribución geográfica
Se encuentra en la China.